# Hexa (entreprise)
Hexa, nommé eFounders jusqu'en 2022, est un startup studio créé en 2011 à Bruxelles et Paris par Thibaud Elzière et Quentin Nickmans. Le concept de l'entreprise, d'abord spécialisée dans le software as a service, consiste à démarrer des start-ups en s'associant avec des fondateurs et en leur fournissant, au lancement du projet, l'idée, les fonds d'amorçage et des conseils stratégiques.
Le modèle d'affaires de Hexa repose sur l'identification et la résolution de problèmes spécifiques rencontrés par les fondateurs ou startups du studio, à partir desquels il lance chaque nouveau projet avec un investissement moyen de 800 000 euros. Le studio recrute alors deux cofondateurs, un CEO et un CTO, et constitue une équipe dédiée au développement initial du produit. 
Le studio effectue ses premières levées de fonds en 2015 et 2016, de cinq millions d'euros chacune. En 2018, eFounders atteint un jalon significatif avec six de ses startups levant un total de 100 millions d'euros et procède à la vente de sa première entreprise, TextMaster. En 2022, eFounders initie un nouveau studio, 3founders, dédié au Web3 et amorce une restructuration de l'entreprise. Elle prend le nom d'Hexa, alors que la marque eFounders est conservée pour le studio historique dédié au SaaS. Les studios deviennent dès lors des verticales dédiées à des thématiques propres. 
À la fin de 2022, Hexa gère un portefeuille de quarante startups avec une valorisation collective de cinq milliards de dollars, ayant créé environ 2 800 emplois et levé 700 millions d'euros. En 2023, le studio annonce une levée de fonds supplémentaire de 20 millions d'euros pour soutenir le lancement de trente nouvelles startups par an. La même année, Hexa introduit Hexa Scale, un programme destiné à accompagner des startups matures dans leur développement.

## Histoire

### Lancement sous le nom d'eFounders
Hexa est fondé à Bruxelles et Paris en 2011 sous le nom d'eFounders, par le français Thibaud Elzière et le belge Quentin Nickmans. C'est un startup studio : son principe est d'amorcer le lancement d'une start-up en fournissant aux fondateurs, recrutés directement par lui, l'idée, les premiers fonds et un soutien stratégique et opérationnel. Son fonctionnement se rapproche donc de celui de l'incubateur d'entreprises, à la différence notable que le projet est fourni clé-en-main aux fondateurs. eFouders lève deux fois cinq millions d'euros en 2015 et 2016. La première fois auprès d'Oleg Tscheltzoff, cofondateur de Fotolia avec Thibaud Elzière en 2004, la seconde fois auprès de quarante business angels et family offices européens.
Le startup studio franchit un seuil symbolique en 2018 avec une somme totale de 100 millions d’euros levée par six de ses start-ups : Spendesk, Aircall, Forest, Front, Slite et Station. Ces augmentations de capital se font auprès d'entreprises de capital risque bien établies, comme Index Ventures, Accel Partners ou Sequoia Capital. C'est aussi cette année-là, en avril, qu'eFounders vend sa première startup, TextMaster, à Technicis. D’autres start-ups, comme Front, rejoignent également le programme Y Combinator. L'année suivante, eFounders remplace les investisseurs existants de Yousign. C’est la première fois que le startup studio investit dans une startup qu’il n’a pas lancée lui-même. La valorisation des vingt-cinq start-ups qu'ils ont lancées s'échelonne à 1,5 milliard d'euros en 2020, contre 1 milliard l'année précédente.

### Ouverture de nouvelles verticales et changement de nom
En 2022, eFounders entérine sa réorganisation en plusieurs studios, renommés à l’occasion des « verticales » et change de nom pour devenir Hexa, en référence au système de numérotation hexadécimal, qui est compréhensible à la fois par l'humain et la machine. Thibaud Elzière et Quentin Nickmans sont rejoints par Amaury Sepulchre, qui devient cofondateur d'Hexa. La marque eFounders est conservée pour l'une de ses composantes, la verticale historique consacrée aux softwares as a service, alors qu'une seconde verticale, nommée 3founders et dédiée au Web3, est créée.
À cette date, le startup studio a lancé une quarantaine de startups et possède alors un portefeuille valorisé à cinq milliards de dollars, pour environ 2 800 emplois créés et 700 millions d'euros levés. L'objectif d'Hexa est de lancer plusieurs verticales capables de monter plusieurs start-ups par an, là où la seule eFounders ne pouvait en monter qu'une ou deux par trimestre. C'est dans cette optique qu'Hexa réalise une nouvelle levée de fonds de 20 millions d'euros en 2023, pour lancer trente nouvelles startups par an d'ici la fin de la décennie. Elle est réalisée, comme la première en 2011, auprès d'entrepreneurs et de family offices. À cette occasion, Hexa annonce également l'ouverture de bureaux parisiens, nommés la Cristallerie. 
Hexa Scale, une initiative visant à soutenir financièrement, stratégiquement et opérationnellement des start-up matures, est lancé en 2023. Il se positionne comme un acteur similaire aux fonds de capital-développement ou de capital-investissement, mais à une échelle plus restreinte. Hexa prend une participation minoritaire ou majoritaire et intervient directement dans les opérations quotidiennes de la start-up. L'objectif est alors de déclencher une nouvelle phase de croissance, avec un accompagnement sur douze à dix-huit mois, au cours desquels les fondateurs de la start-up peuvent revendre une partie de leurs actions et un nouveau PDG être nommé.
L'année suivante, après Hexa AI, une verticale axée sur l'intelligence artificielle, Hexa lance Hexa Health, une verticale dédiée à l'amélioration du système de santé. Julien Méraud, ancien membre de la direction de Doctolib, rejoint le studio pour la créer. L'organisation de cette verticale diffère des précédentes : un médecin est recruté pour en devenir directeur médical à temps plein, alors que chaque start-up sera lancée également par un médecin expérimenté et un futur CEO.

## Méthode
Hexa est un startup studio, entreprise qui crée des startups en s’appuyant des fondateurs recrutés au lancement d'un projet, à qui le studio fournit fonds et conseils. Le modèle d'entreprise d'Hexa repose sur la création de start-ups visant à résoudre les problématiques rencontrées par les précédentes. Ainsi, le studio a été créé en lançant plusieurs entreprises travaillant sur une problématique rencontrée par Thibaud Elzière lui-même, lorsqu'il dirigeait Fotolia. Une fois qu'une idée émerge, Hexa soumet le projet à des entrepreneurs avec lesquels il s'associe. Quatre ou cinq start-ups sont ainsi lancées chaque année.
Jusqu'à 800 000 euros sont investis en moyenne dans chaque projet. Cet investissement sert notamment à recruter deux cofondateurs, un CEO et un CTO et à constituer une équipe de dix à quinze salariés pour construire la première version du produit, généralement un software as a service. Au bout de dix-huit mois environ, la start-up est officiellement lancée et prend son autonomie, notamment pour partir à la recherche d'investisseurs. Hexa prend alors une part de 30 % dans le capital de la start-up, la majorité étant conservée par les fondateurs.
Hexa enregistre environ une sortie par an, comme ça a été le cas avec le rachat de Briq par la licorne Swile ou celui de Mailjet par son concurrent américain Mailgun, pour des sommes atteignant plusieurs dizaines de millions d'euros. Le startup studio affiche un taux d'échec de 6 %, des projets comme Bonjour, une plateforme pour booster la performance des commerciaux, et Station, un navigateur web pour entreprises, ayant cessé leur activité. Ce chiffre est à mettre en comparaison avec le taux de survie moyen d'une start-up, estimé entre 10 et 20 %.

## Start-ups lancées
Hexa a lancé quarante-et-une startups depuis 2011, toutes spécialisées dans les logiciels pour entreprises sous la forme d'un abonnement, les softwares as a service. Elles sont en majorité affiliées à la verticale historique, celle d'eFounders, comme c'est le cas par exemple pour Folk, une application de gestion de contacts, ou Tengo, qui ambitionne de démocratiser l'accès aux appels d'offres des marchés publics. Les premières start-ups des autres verticales ont été lancées récemment, avec Numeral, qui facilite l'automatisation des virements et prélèvements bancaires des entreprises ou Cohort, axée sur la gestion du compte d'utilisateur, toutes deux liées au Web3.
Les start-ups d'Hexa ont levé un total de 700 millions d'euros, la plupart du temps auprès de fonds de capital-risque comme Index Ventures ou Sequoia Capital, et de business angels, des investisseurs individuels misant sur des projets naissants. Depuis 2018 et la première acquisition d'une start-up issue du studio, Textmaster, par Technicis, six d'entre elles ont été rachetées par des concurrents, comme Mailjet, reprise en 2019 par l'américaine Mailgun. Canyon et Okko sont également devenues les deux premières start-ups à être rachetée par une autre entreprise issue elle-même du studio, la première en 2022 par Yousign et la seconde en 2024 par Spendesk.
Le studio est à l'origine de la création de trois licornes, start-ups valorisées plus d'un milliard de dollars : Front, qui permet la gestion centralisée des flux entrants comme les e-mails ou la messagerie privée, est devenue une licorne en 2022 ; Spendesk, la même année, est spécialisée dans la gestion des moyens de paiement pour les entreprises ; Aircall, une solution de téléphonie d'entreprise, est une licorne depuis 2021. Cette dernière est également devenue un centaure, terme qualifiant les start-ups présentant un revenu récurrent annuel supérieur à cent millions de dollars. 